# 1528

## Esdeveniments
Països Catalans
- Corts de Barcelona

Món
- 10 de març, Balthasar Hubmaier, líder anabaptista, és executat a Viena

## Naixements
- 29 de febrer - Valladolid: Domingo Báñez, teòleg.
- 4 d'octubre - Sevilla: Francisco Guerrero, compositior espanyol (m. 1599)
- Joana III de Navarra, a Pau

## Necrològiques
- 6 d'abril - Nuremberg: Albrecht Dürer, artista més famós del Renaixement alemany. Especialitzat en pintura, gravat i dibuix (n. 1471).[1]
- 28 d'abril - Salern (Sicília): Hug de Montcada i de Cardona, militar i poeta valencià (n. 1478).[2]
- Montsó: Joan II de Ribagorça, 46è President de la Generalitat de Catalunya